# پایش رسانه‌ها
سرویس پایش رسانه‌ها (به انگلیسی: media monitoring service) که در قدیم «تولید بولتن بریده جراید» نامیده می‌شد مجموعه فعالیت‌هایی است که به منظور رصد رسانه‌های گروهی (روزنامه‌ها، وبگاه‌ها، رادیو و تلویزیون) و یافتن خبرهای خاص مورد نظر برای مخاطبان ویژه انجام می‌شود.
از آنجا که رسانه‌ها در طول شبانه‌روز بدون وقفه در حال ارائه اخبار و برنامه‌های جدید هستند، پایش رسانه‌ها هم امری شبانه‌روزی است.
امروزه با مطرح شدن روابط عمومی الکترونیک، حرکت سازمان‌ها از بولتن‌های سنتی به سمت پایشگری رسانه‌ها سرعت و شتاب بیشتری گرفته‌است. برای نمونه در حوزه پایش سایت‌های خبری، اغلب سازمان‌ها شیوه جستجوی دستی توسط نیروی انسانی را کنار گذاشته و از نرم‌افزارهای متنوعی که در سال‌های اخیر به همین منظور طراحی و تولید شده استفاده می‌کنند.

## در قیاس با بریده جراید
خروجی بولتن‌های تولید شده به روش پایشگری رسانه‌ها نسبت به بریده جراید سنتی برتری‌های زیر را دارد:
- سرعت انجام کار پایشگری طوری است که بولتن مطبوعات در ابتدای ساعت کاری به دست مدیران سازمان می‌رسد. این مسئله قابلیت سازمان را برای واکنش به اخبار رسانه‌ها به مراتب افزایش می‌دهد. همچنین در مورد سایت‌های خبری و شبکه‌های رادیو و تلویزیونی امکان بروزرسانی مداوم و ارائه لحظه به لحظه اخبار وجود دارد.
- دقت پایشگری رسانه‌ها بسیار بالاست. به ویژه در حوزه‌هایی که انجام کار به صورت خودکار و توسط نرم‌افزار انجام می‌شود.
- کیفیت خروجی کاملاً با شکل سنتی متفاوت است. مثلاً اخبار در قالب موضوعات متنوع دسته بندی و در بخش‌های متفاوت ارائه می‌شوند. همچنین در هر بخش اخبار از مهم به سمت غیر مهم مرتب می‌شوند. به این ترتیب مدیران این امکان را دارند که مستقیم به سراغ اخبار مورد نظرشان بروند و با صرف حداقل زمان، بیشترین بهره را از بولتن ببرند.
- شکل ظاهری بولتن‌های جدید بسیار شکیل‌تر و زیباتر است. با وجودی که کار روزانه است و در زمان کوتاهی انجام می‌شود، مطالب بولتن مانند مجلات صفحه‌بندی می‌شوند. داشتن جلد زیبا و صحافی مانند کتاب از دیگر ویژگی‌های بولتن‌های امروزی است.

## پیشینه در ایران
تولید بولتن بریده جراید از دیرباز در روابط عمومی ادارات دولتی و سازمان‌های بزرگ ایران متداول بود. از اواسط دهه ۱۳۷۰ به بعد با بازتر شدن فضای مطبوعاتی و افزایش تعداد روزنامه‌های سراسری، اهمیت داشتن بریده جراید برای سازمان‌ها بیش از پیش جلوه‌گر شد.
از طرف دیگر با افزایش ضریب نفوذ اینترنت و رشد تعداد سایت‌های خبری، بررسی این سایت‌ها و یافتن اخبار مرتبط با سازمان نیز برای روابط عمومی سازمان‌ها اهمیت ویژه‌ای پیدا کرد. همچنین با افزایش تعداد شبکه‌های رادیو و تلویزیون سراسری و استانی و همچنین شبکه‌های ماهواره‌ای، بررسی اخبار و برنامه‌های رادیو و تلویزیونی نیز برای روابط عمومی‌ها ضرورت یافت. اکنون دیگر ضرورت داشت بررسی رسانه‌ها فراتر از شکل سنتی و تولید بریده جراید انجام شود و رسانه‌های دیگری از جمله رادیو و تلویزیون و سایت‌های اینترنتی نیز مورد رصد مداوم واقع شوند.
نخستین بار در سال ۱۳۸۵ علی قنواتی، مدیرکل وقت روابط عمومی وزارت نفت با برون‌سپاری فعالیت‌های یاد شده، واحدی تحت عنوان مانیتورینگ در روابط عمومی این وزارتخانه راه‌اندازی کرد. واحدی که در همان ماه‌های ابتدایی به واحد «پایشگری رسانه‌ها» تغییر نام داد.